# Peter Haller
Peter Haller (Buda, 1500. – Nagyszeben, 1569. december 12.) nagyszebeni polgármester, királyi tanácsos, nagyszebeni királybíró, szász gróf

## Élete
A nürnbergi városi elitből származó hallerkői Haller család tagja, (II.) Ruprecht Haller (1452-1513) budai bíró és Anna Münzer fia. Peter Haller nagy valószínűséggel még 1526 előtt átköltözött az erdélyi Nagyszebenbe, a nürnbergi kereskedelmi hálózat és a levantei kereskedelem fontos csomópontjába, ahol a család már a 15. század végén bírt üzleti érdekeltségekkel. (A gyakran idézett állítással ellentétben  nem vett részt a mohácsi csatában.) Ez időben a Fuggerek birtokolták az erdélyi arany- és sóbányákat és azok kezelését Hallerre és List Kristófra bízták. Emellett Haller kereskedést folytatott Havasalföld és Moldva felé. Nagyszebeni polgárjogot szerzett és nőül vette a brassai főbíró, Johann Schirmer leányát. Városi szolgálatba lépett és 1529-ben már városi tanácsos lett, 1543-ban pedig polgármesterré választották. I. Ferdinánd király leghűségesebb emberei közé tartozott. Ebben a hivatalában bizalmas jelentéseket küldött az uralkodónak az erdélyi viszonyokról. Az első polgármestersége idején, amely 1546 végéig tartott, rendeztette az eddig elhanyagolt gazdag szász nemzeti levéltárt s indexet készíttetett róla. 1547-ben, amikor Izabella királyné és Ferdinánd újra tárgyalásokat kezdtek, a szász nemzet Hallert küldte Bécsbe.
Másodszor 1550–1553 között viselte a polgármesteri hivatalt. Ebben az időben vonult ki Izabella Erdélyből. Haller 1551. április 11-én Bécsbe küldte jelentésekkel bizalmas emberét, List Kristóf szebeni tanácsost. Ferdinánd a maga részéről hadvezérének, Castaldonak, különösen figyelmébe ajánlotta Hallert, mint legmegbízhatóbb hívei egyikét és meghagyta, hogy erdélyi ügyekben fogadja meg tanácsait. Érdemei és szolgálatai elismeréséül 1551. október 22-én  királyi tanácsossá nevezte ki. Erre az időre esik Nagyszebennek erődített várossá átalakítása. 1551–1552 között nagyszabású építkezés folyt, amely szintén Haller nevéhez fűződik. Fráter György meggyilkolása után ő lett az ország kincstárnoka, majd Ferdinánd 1552.  december 20-án szebeni királybíróvá nevezte ki és gazdag donációt adott mellé.
Haller élete és nagyszebeni működése egybeesett a reformáció terjedésével az erdélyi szászok között. Ő maga is az evangélikus hitet fogadta el. Sírja a nagyszebeni plébániatemplomban található.
1. ↑  Gustav Gündisch: Peter Haller. Bürgermeister von Hermannstadt und Sachsengraf (1500-1569) Südostdeutsches Archiv 22/23. (1989/1990) p. 78.